# Шервуд (Северна Дакота)
Шервуд (енгл. Sherwood) град је у америчкој савезној држави Северна Дакота.

## Демографија
По попису из 2010. године број становника је 242, што је 13 (-5,1%) становника мање него 2000. године.
| Група             | 2000.       | 2010.       |
| Белци             | 250 (98,0%) | 239 (98,8%) |
| Афроамериканци    | 0 (0,0%)    | 0 (0,0%)    |
| Азијати           | 0 (0,0%)    | 0 (0,0%)    |
| Хиспаноамериканци | 0 (0,0%)    | 1 (0,4%)    |
| Укупно            | 255         | 242         |